# Probentechnik
Unter dem Begriff Probentechnik werden Überlegungen zum Aufbau einer musikalischen Probe zusammengefasst. „Proben“ bedeutet allgemein das Wiederholen und Verbessern einzelner Abschnitte eines musikalischen Werks. Die Probentechnik fasst Überlegungen zusammen, die sich in Richtung Effizienz und möglichst gründlichem Lernen der Musiker bewegen.
Aspekte sind u. a., dass ein Musiker oder Sänger möglichst nicht permanent beansprucht, aber auch nicht in längeren Phasen untätig sein soll (Probenplanung). Des Weiteren spielen lerntheoretische (Erlernen des Werks in groben Zügen, bevor ins Detail gegangen wird), aufführungspraktische (Darstellung des Werks als Ganzes unter Aufführungsbedingungen) und natürlich interpretatorische Aspekte eine Rolle (der Probende wird i. A. auch der musikalische Leiter der Aufführung sein bzw. in dessen Auftrag handeln.)
Grundsätzliche Aspekte der Probentechnik sind für Orchester- und Chorarbeit gleichermaßen gültig; im Detail aber stellt die Chorprobe andere Ansprüche als die Instrumentalprobe (so müssen Sänger ihre Töne „nach Gehör“ finden). Auch ist die Probenarbeit mit Laien verschieden von der mit Berufsmusikern.
Im Theater- und Opernumfeld wird in der Probe oft mit einem Korrepetitor gearbeitet.